# Dessau-Wörlitzer Gartenreich
Koordinaten: 51° 51′ 49″ N, 12° 16′ 53″ O
Das Dessau-Wörlitzer Gartenreich ist eine europaweit bedeutende Kulturlandschaft in Sachsen-Anhalt, bestehend aus mehreren Bauten und Landschaftsparks nach englischem Vorbild. 
Das Gartenreich umfasst heute eine Fläche von 142 km² entlang der Elbe im Biosphärenreservat Mittelelbe. Seit November 2000 gehört es zum UNESCO-Welterbe. Es wurde in das im Jahre 2001 erschienene Blaubuch aufgenommen.

## Geschichte
Der Landschaftspark in und um Dessau wurde durch Leopold III. Friedrich Franz von Anhalt-Dessau gegründet. Als Fürst der Aufklärung lehnte er den Barockgarten ab und suchte für seine Gartenschöpfung Vorbilder, die sich an der Natur orientierten: Stourhead und Ermenonville.

## Sehenswürdigkeiten

### Schlösser und Parks
Laut Homepage des Gartenreiches gehören dazu:
- Schloss Wörlitz mit Wörlitzer Park
- Gotisches Haus im Wörlitzer Park
- Schloss Oranienbaum
- Schloss Mosigkau
- Schloss Luisium
- Schloss Großkühnau
- Schloss Georgium (hier ist die Anhaltische Gemäldegalerie Dessau untergebracht)
- Der Park am Sieglitzer Berg

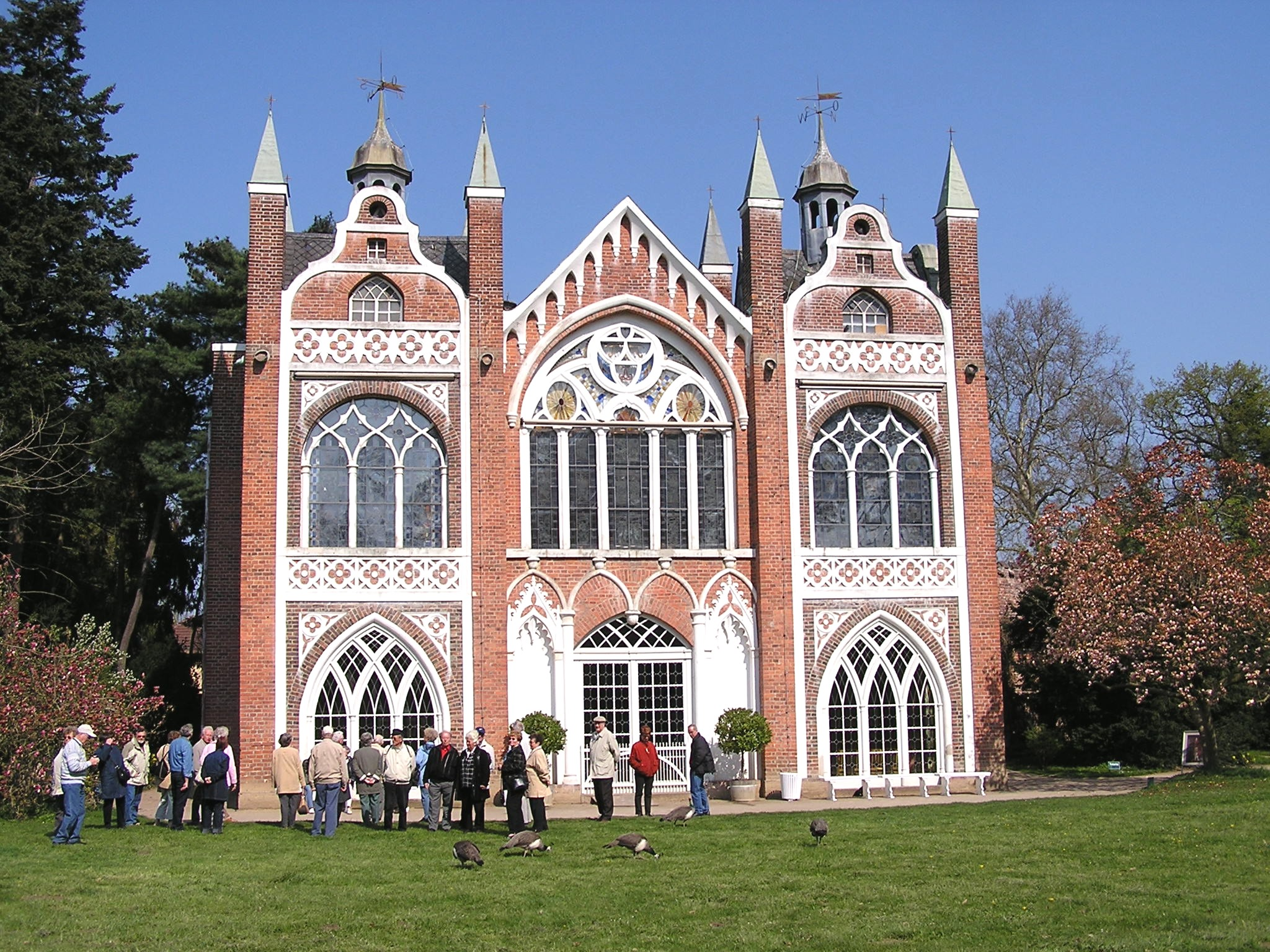
Gotisches Haus
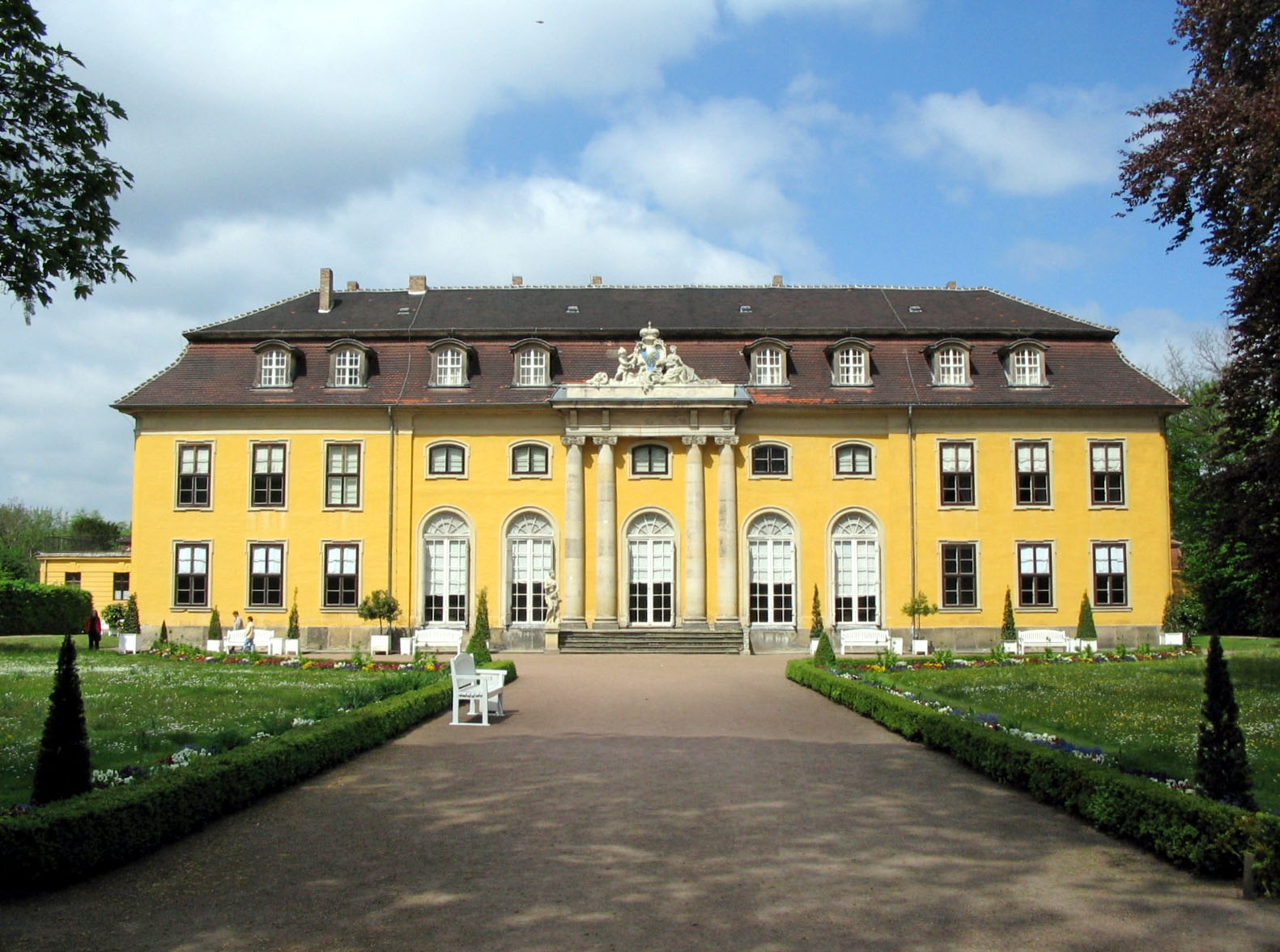
Schloss Mosigkau
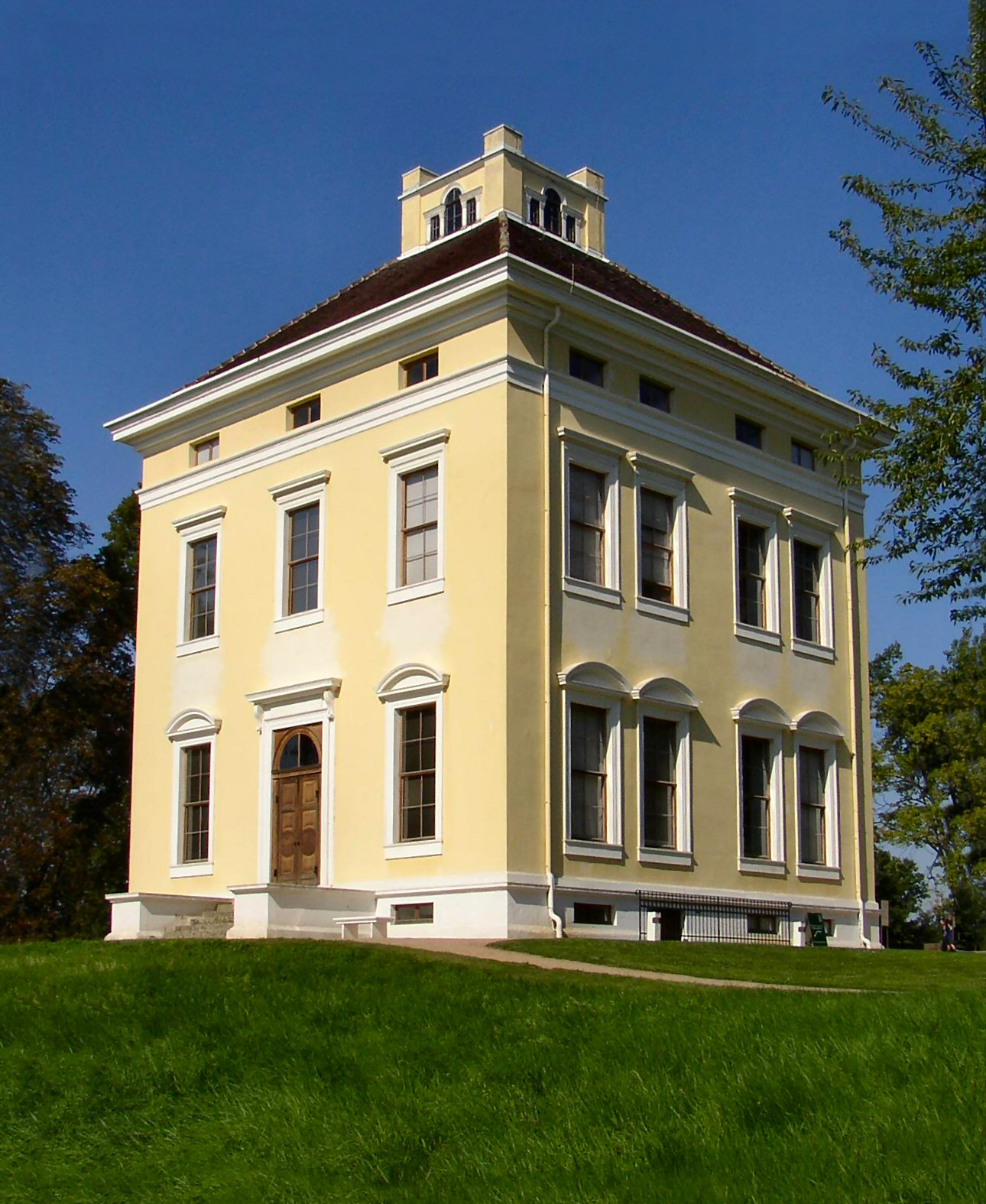
Schloss und Park Luisium
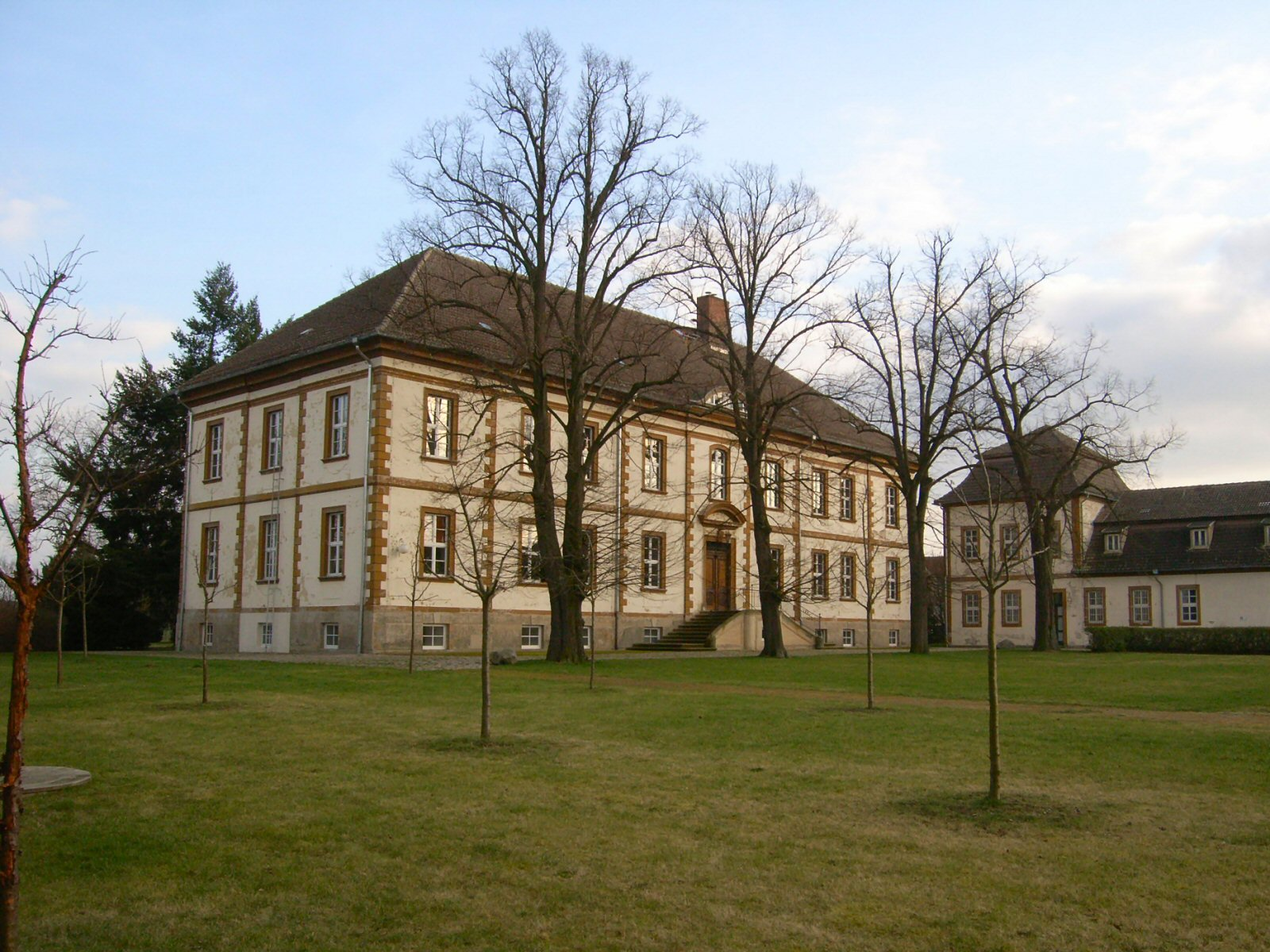
Schloss Großkühnau
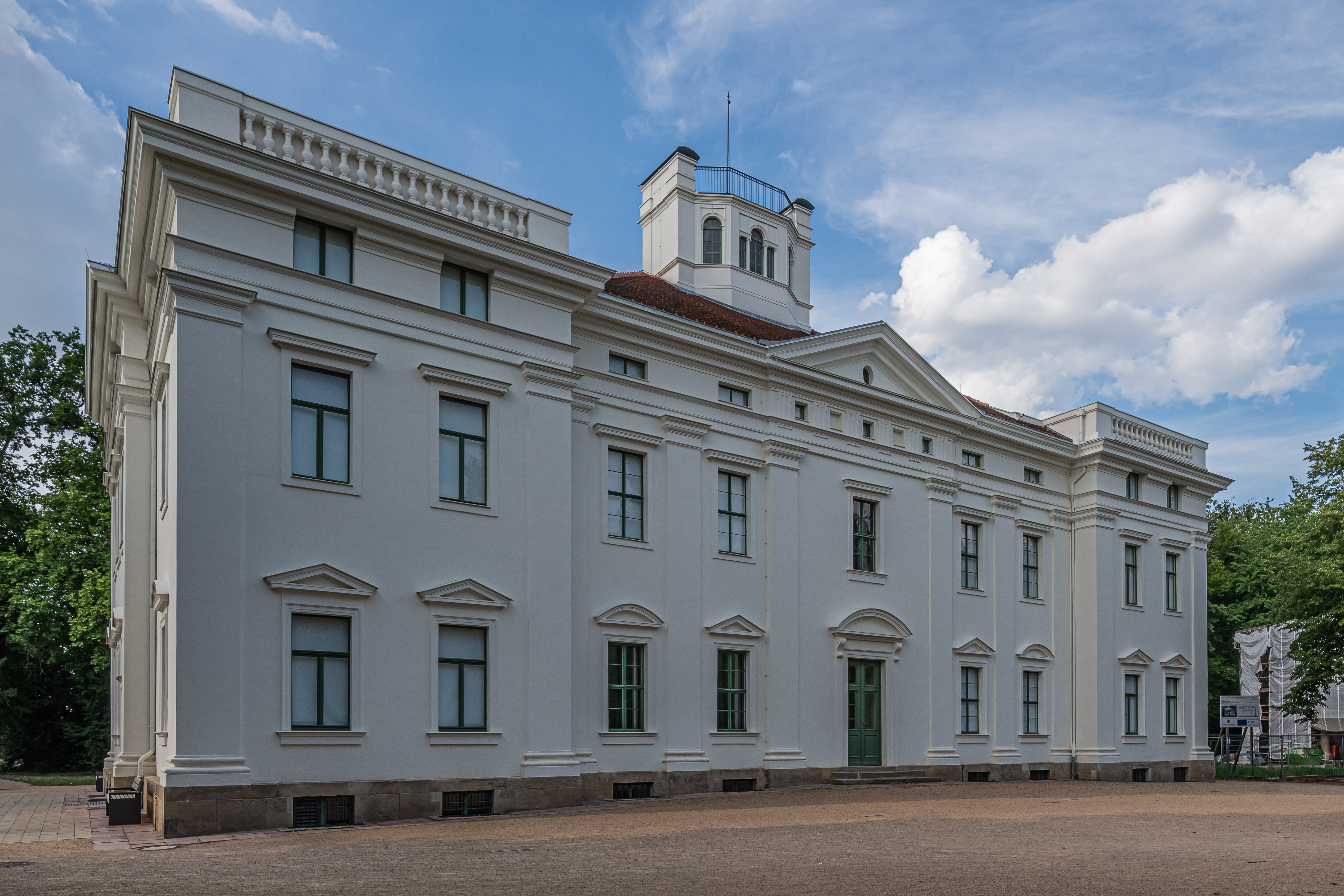
Schloss Georgium
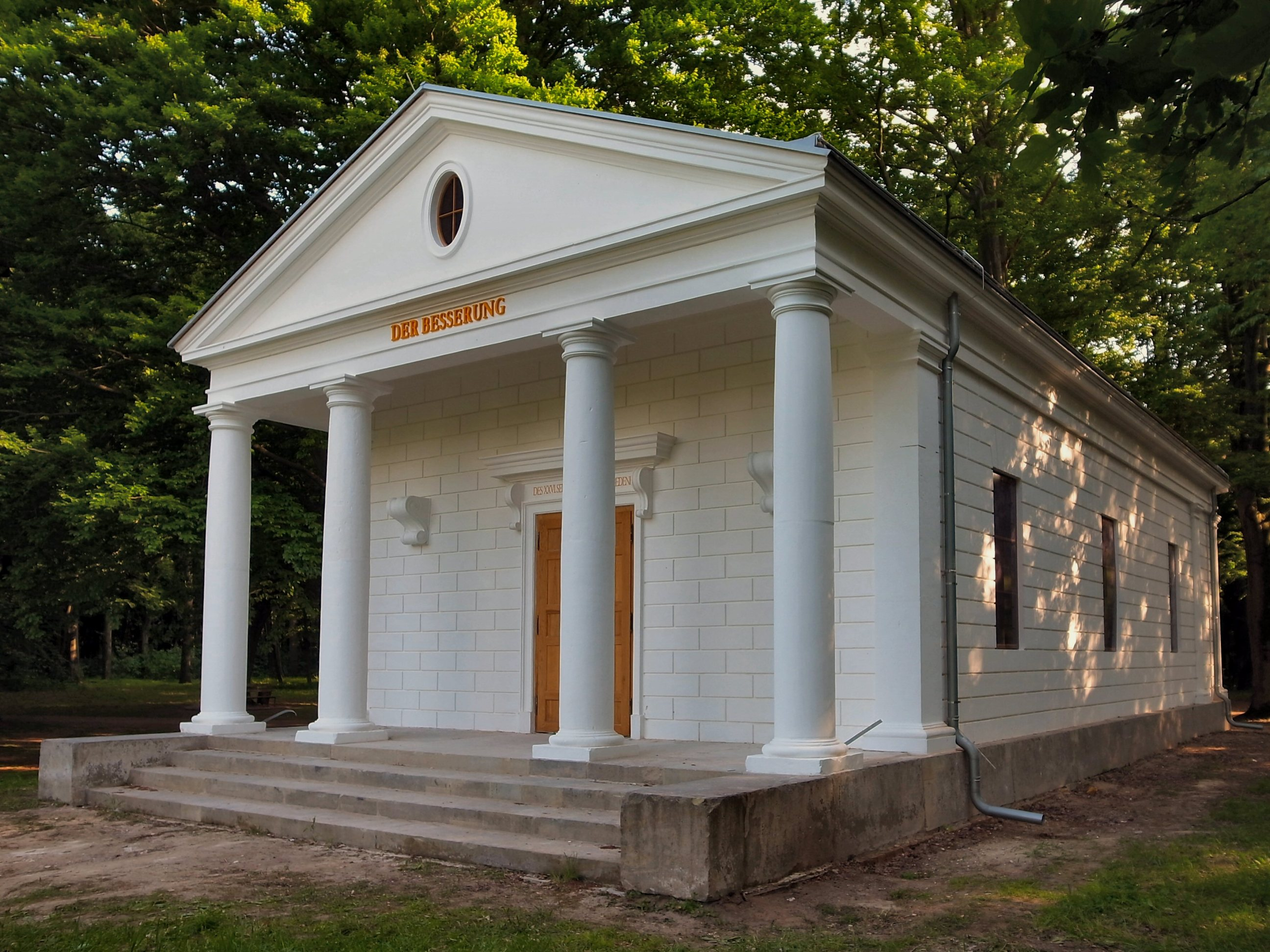
Park am Sieglitzer Berg
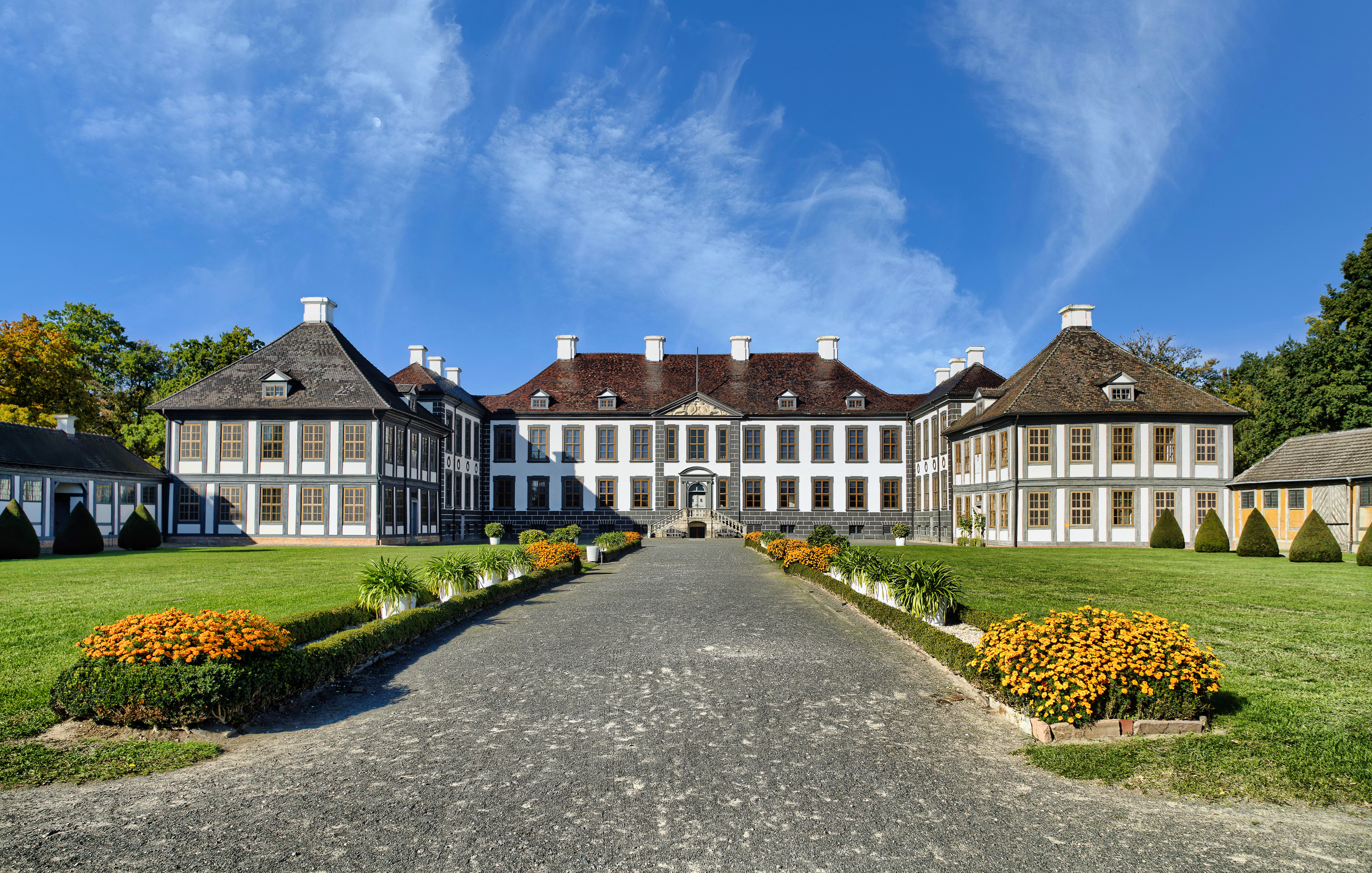
Schloss Oranienbaum

### Historische Bauwerke
Auf der Gesamtkarte des Gartenreiches sind folgende historische Bauwerke aufgeführt:
- Historischer Friedhof Dessau
- Grabmonument in Drehberg
- Elbzollhaus
- Schulhaus in Griesen
- Obelisk am Ochsenwall
- Weinberghaus im Landschaftspark Kühnau
- Proteus-Stein
- Schwedenhaus
- Turm der acht Winde auch Napoleonsturm
- mehrere (12?) Wallwachhäuser
- Wallwitzburg

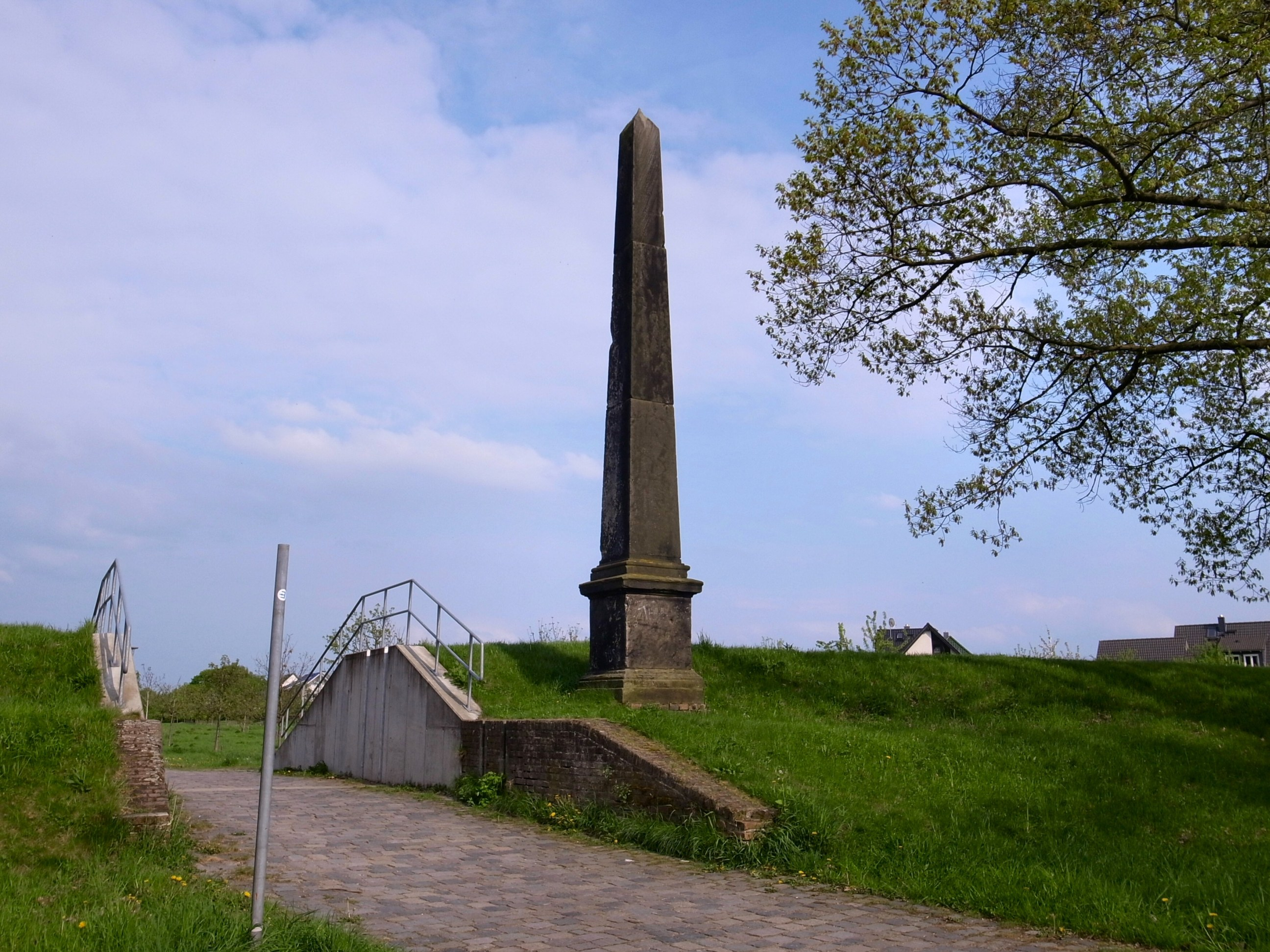
Obelisk am Ochsenwall, Landmarke zwischen Georgium und Kühnauer Park
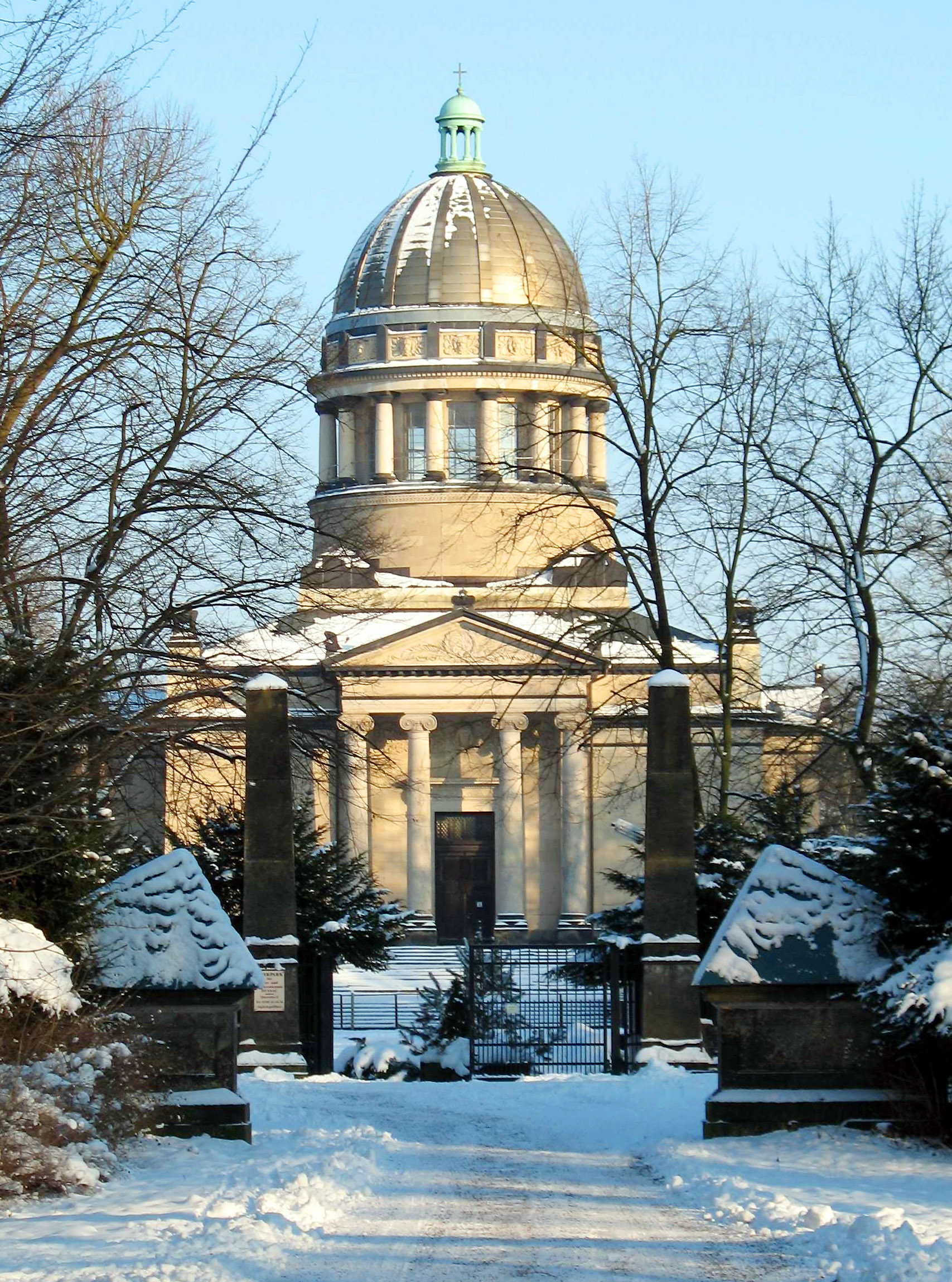
Mausoleum im Tierpark Dessau
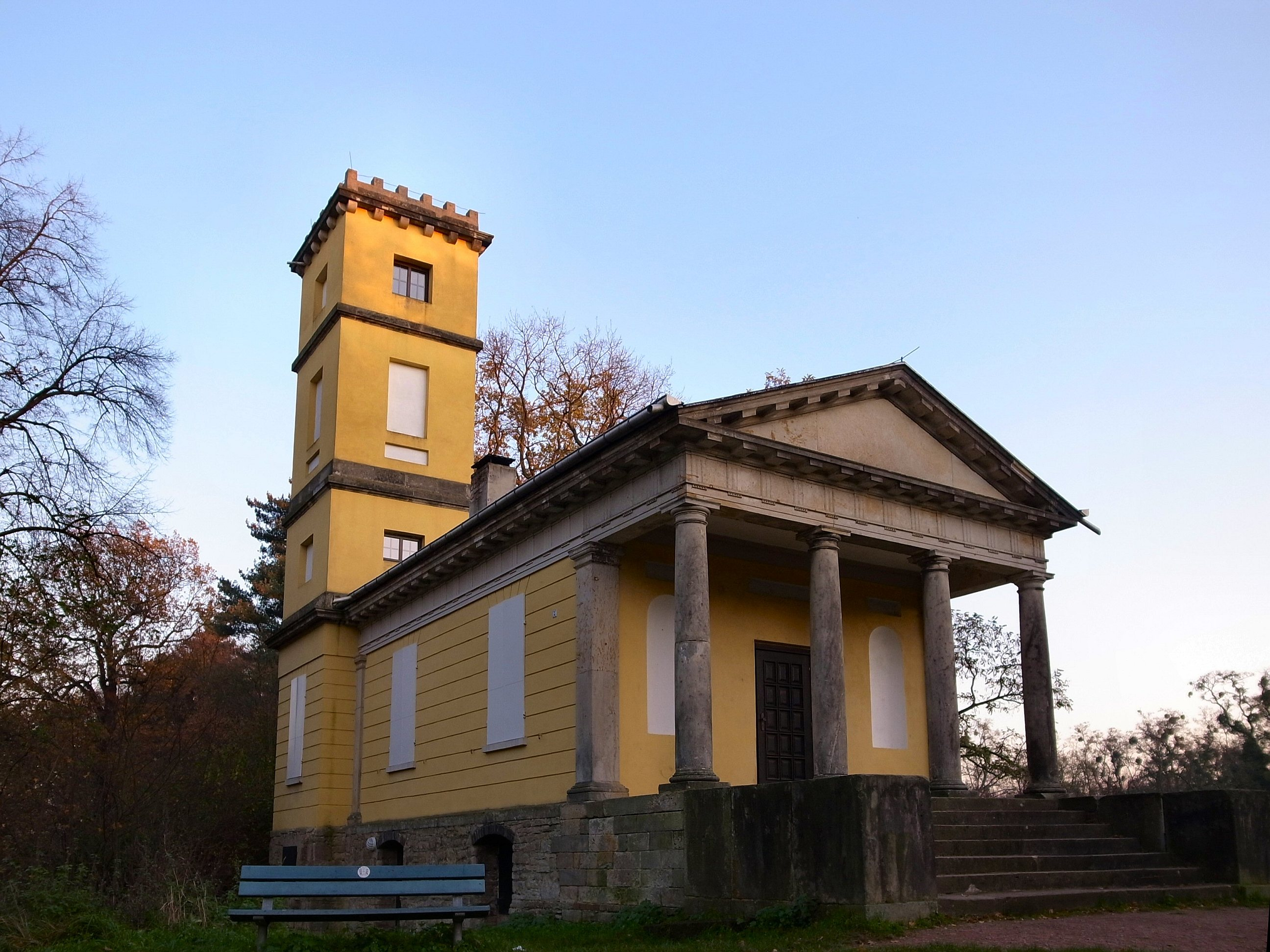
Weinberghaus im Landschaftspark Kühnau
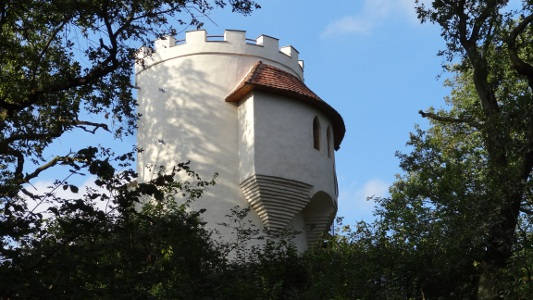
Die Wallwitzburg, Rekonstruktion 2011
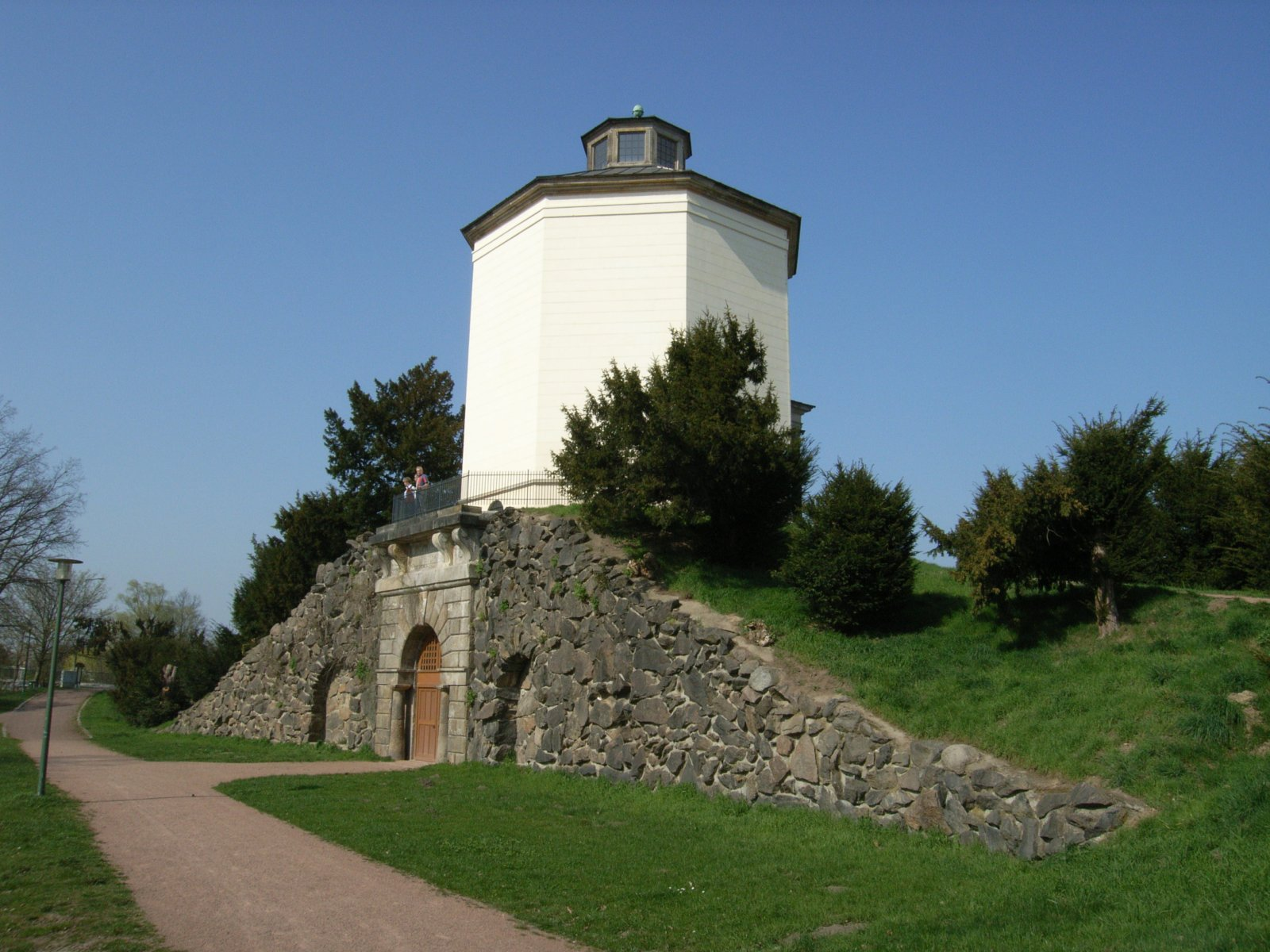
Napoleonsturm

### Kirchen
Während der Gründungszeit entstanden im Gartenreich auch zahlreiche Kirchen oder wurden umgebaut und erweitert:
- heutige Vororte von Dessau-Roßlau:
  - Kirche in Waldersee (damaliger Ortsname Jonitz, 1722–1725)
  - Kirche in Mosigkau (1789)
  - Pötnitzer Kirche in Mildensee (damaliger Ortsname Pötnitz, 1804–1806) und
  - Kirche in Großkühnau (1828–1830).
- im Osten des Gartenreiches:
  - Stadtkirche in Oranienbaum (1707–1712)
  - Kirche in Riesigk (1797–1800)
  - Kirche St. Petri in Wörlitz (1804–1809)
  - Kirche in Vockerode (1810–1812) und
  - Kirche in Horstdorf (1872)
- schon vorher errichtet:
  - Kirche in Rehsen (1680, 1707)
  - Kirche in Goltewitz (13./14. Jahrhundert), jetzt Ortsteil von Oranienbaum. Goltewitz gehörte ursprünglich nicht zu Anhalt, sondern war sächsisch/preußisch und die Kirche als Filiale der Kirche der Gemeinde Jüdenberg lag damit im Ausland.

## Philatelistisches
Mit dem Erstausgabetag 12. Juli 2018 gab die Deutsche Post AG in der Serie Deutschlands schönste Panoramen ein Postwertzeichen im Nennwert von 45 Eurocent mit einem Panoramablick auf das Gartenreich heraus. Der Entwurf stammt von den Grafikern Stefan Klein und Olaf Neumann aus Iserlohn.

## Gedenkmünze
Im Jahr 2013 gab es eine 100-Euro-Gedenkmünze aus Gold zum Thema.

Gedenkmünze 2013

## Tourismus
Dessau und Wörlitz zählen mit ihren Welterbestätten zur WelterbeRegion Anhalt-Dessau-Wittenberg. Der Verband widmet sich der touristischen Vermarktung der Region und vertreibt mit der WelterbeCard eine Gästekarte, mit der auch viele touristische Angebote im Zusammenhang mit dem Gartenreich in Dessau und Wörlitz kostenlos oder vergünstigt genutzt werden können. Gleichzeitig wird das UNESCO-Welterbe Gartenreich Dessau-Wörlitz unter der Marke Luther | Bauhaus | Gartenreich von der WelterbeRegion vermarktet. Die sogenannte WelterbeLinie (Buslinie 304) verbindet die Welterbestätten in Dessau und Wörlitz mit denen in Wittenberg.

## Filme
- Das Gartenreich Dessau-Wörlitz. Dokumentarfilm, Deutschland, 2013, 52 Min., Buch und Regie: Joachim Günther, Moderation: Wladimir Kaminer, Produktion: MDR, arte, Reihe: Diesseits von Eden, Erstsendung: 1. September 2013 bei arte, Inhaltsangabe von arte, Besprechung der MZ.
- Das Gartenreich Dessau-Wörlitz. Das Nützliche im Schönen. Dokumentarfilm, Deutschland, 2008, 14:50 Min., Buch und Regie: Sarah Palmer, Produktion: SWR, Reihe: Schätze der Welt, Erstsendung: 20. Juli 2008 in SWR, Inhaltsangabe und online-Video von SWR.
- Das Dessau-Wörlitzer Gartenreich. 200 Jahre Utopie von einer schöneren Welt. Dokumentarfilm, Deutschland, 1999, 43:20 Min., Buch und Regie: Dieter Wieland, Produktion: Bayerisches Fernsehen, Reihe: Topographie, Inhaltsangabe von ARD.